# Palowice
Palowice (deutsch Pallowitz) ist ein Dorf der Stadt- und Landgemeinde Czerwionka-Leszczyny im Powiat Rybnicki der Woiwodschaft Schlesien in Polen. Historisch gehört es zu Oberschlesien.

## Geografie
Das Dorf liegt im Einzugsgebiet des Flusses Ruda und ist im Süden, Osten und Westen von Wald umgeben. Die südlichen Teile des Dorfes sind als Palowickie-Seenplatte bekannt. Im Tal des Baches Jesionka gibt es einen Komplex großer Teiche: Jesionka, Łanuch und Garbocz sowie weitere kleinere Teiche.

## Geschichte
Der Name des Dorfes taucht zum ersten Mal in einer Urkunde vom 25. Februar 1308 auf, in der der Herzog von Ratibor, Lestko, den Weiler Palowice einem seiner Untertanen übertrug. In den folgenden Jahrhunderten wechselte das Dorf oft  den Besitzer. Die letzten Eigentümer (bis 1945) waren die Familie Thiele-Winckler. Die topographische Beschreibung Oberschlesiens aus dem Jahr 1865 dokumentiert die Bevölkerungsverhältnisse im Dorf – „Das Dorf besteht aus 70 Haushaltungen mit 313 polnisch Sprechenden.“

## Gliederung
Das Dorf besteht aus zwei Ortschaften: Hochołóg und Pawłów.

## Sehenswürdigkeiten
In der Ortschaft gibt es folgende denkmalgeschützte Sehenswürdigkeiten:
- Die katholische Pfarrkirche der Heiligen Dreifaltigkeit (kościół parafialny Trójcy Przenajświętszej) im südöstlichen Teil des Dorfes ist eine Holzkirche, die 1606 von dem Zimmermeister Jan Ożga erbaut wurde. Die Kirche wurde 1981 aus der Ortschaft Leszczyny nach Palowice gebbacht. Sie hat einen frühbarocken Hauptaltar aus der Mitte des 17. Jahrhunderts, eine barocke Kanzel aus der gleichen Zeit sowie einen manieristischen Beichtstuhl.[2]

- Der Gutshaus (Dwór)  besteht aus einem vermutlich um 1840 im klassizistischen Stil erbauten Herrenhaus mit zentraler Halle und einer 1 Hektar großen Parkanlage vom Anfang des 19. Jahrhunderts.[3]

- Der sogenannte Gicht-Turm (Wieża Gichta) gehörte zur Eisenhütte  Waleska, 1840 gegründet von Franz von Winckler. Der Gichtturm diente zum Laden der Hochöfen die 1855 stillgelegt wurden.[4]

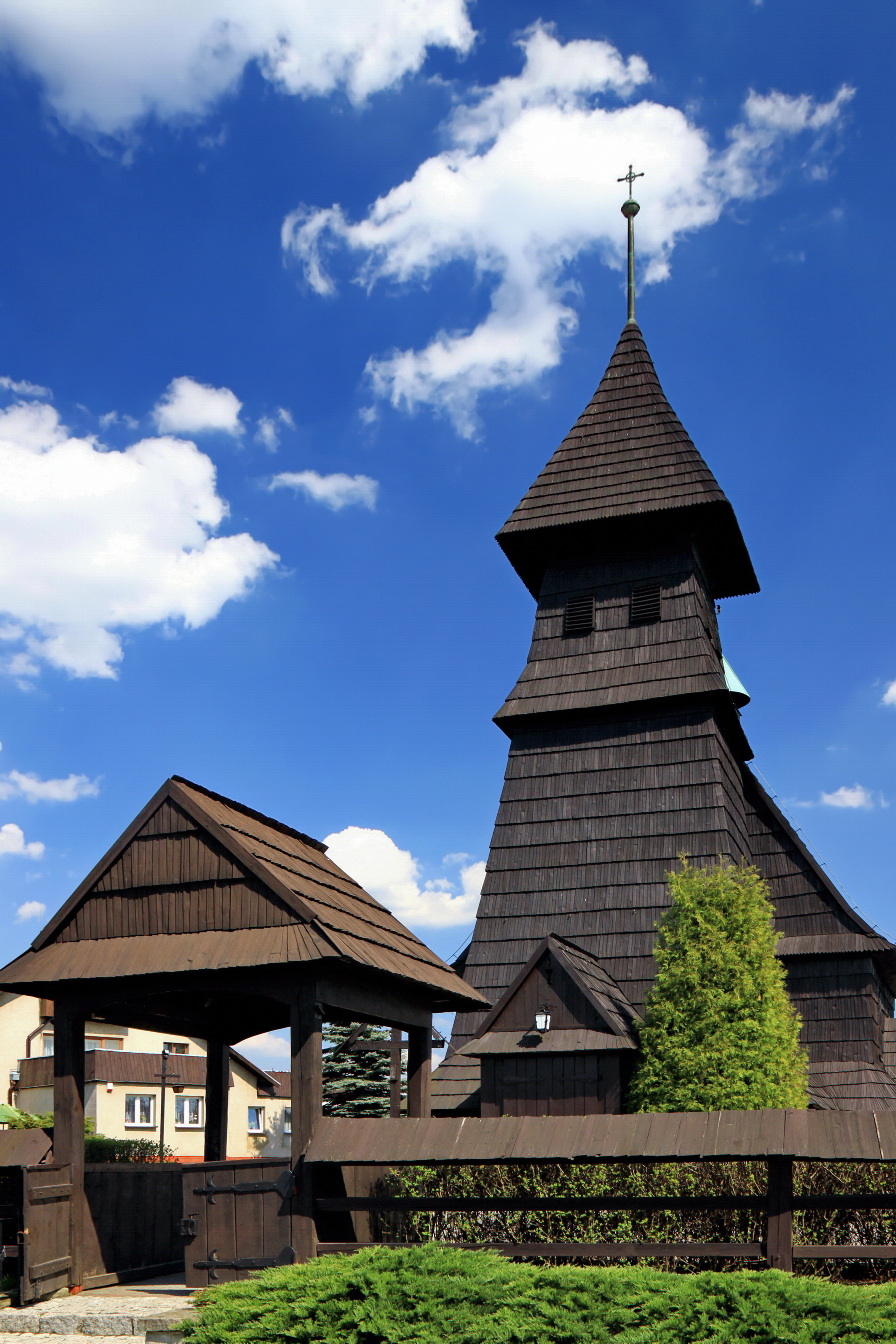
Dreifaltigkeits-Kirche
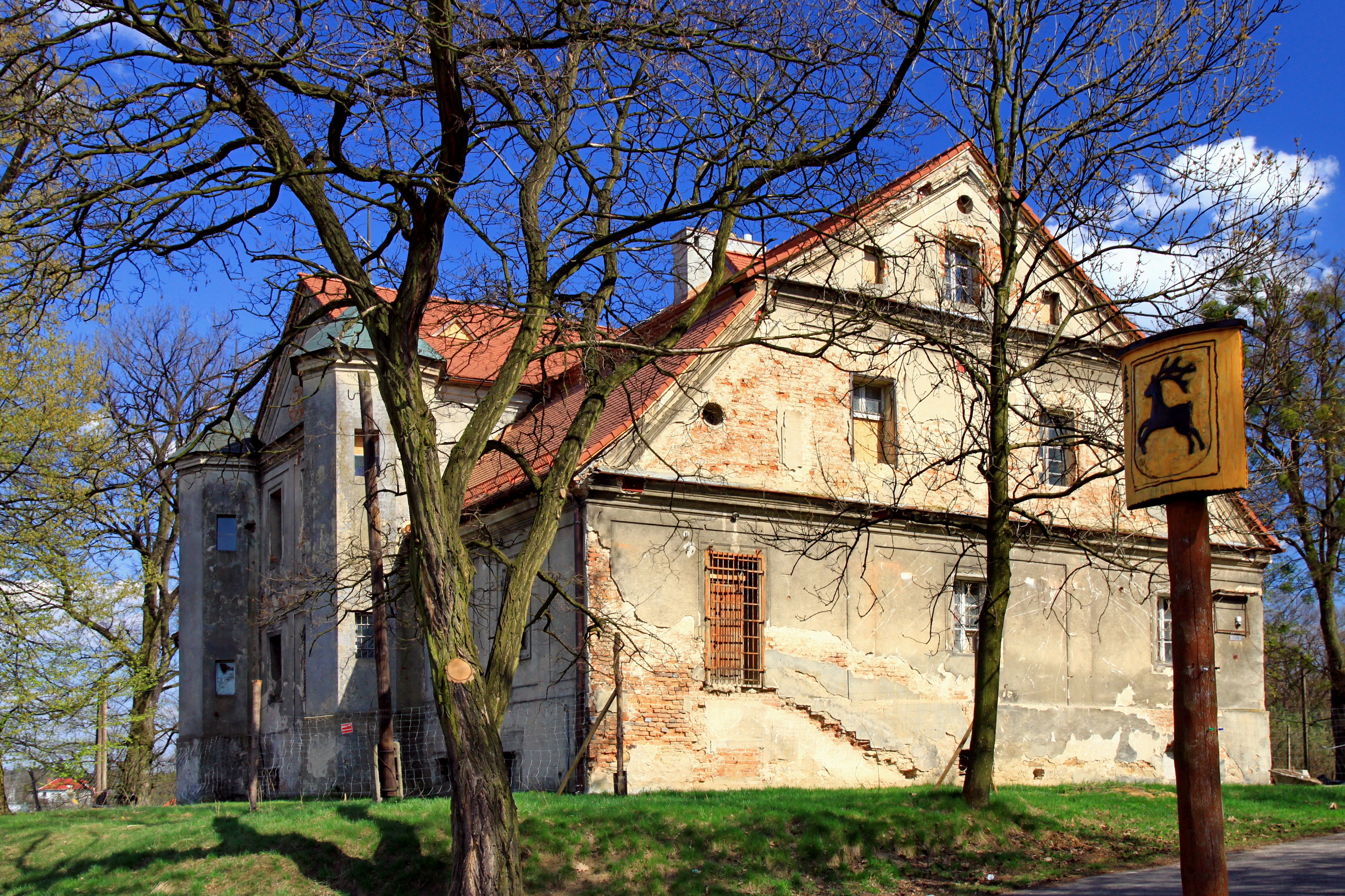
Gutshaus
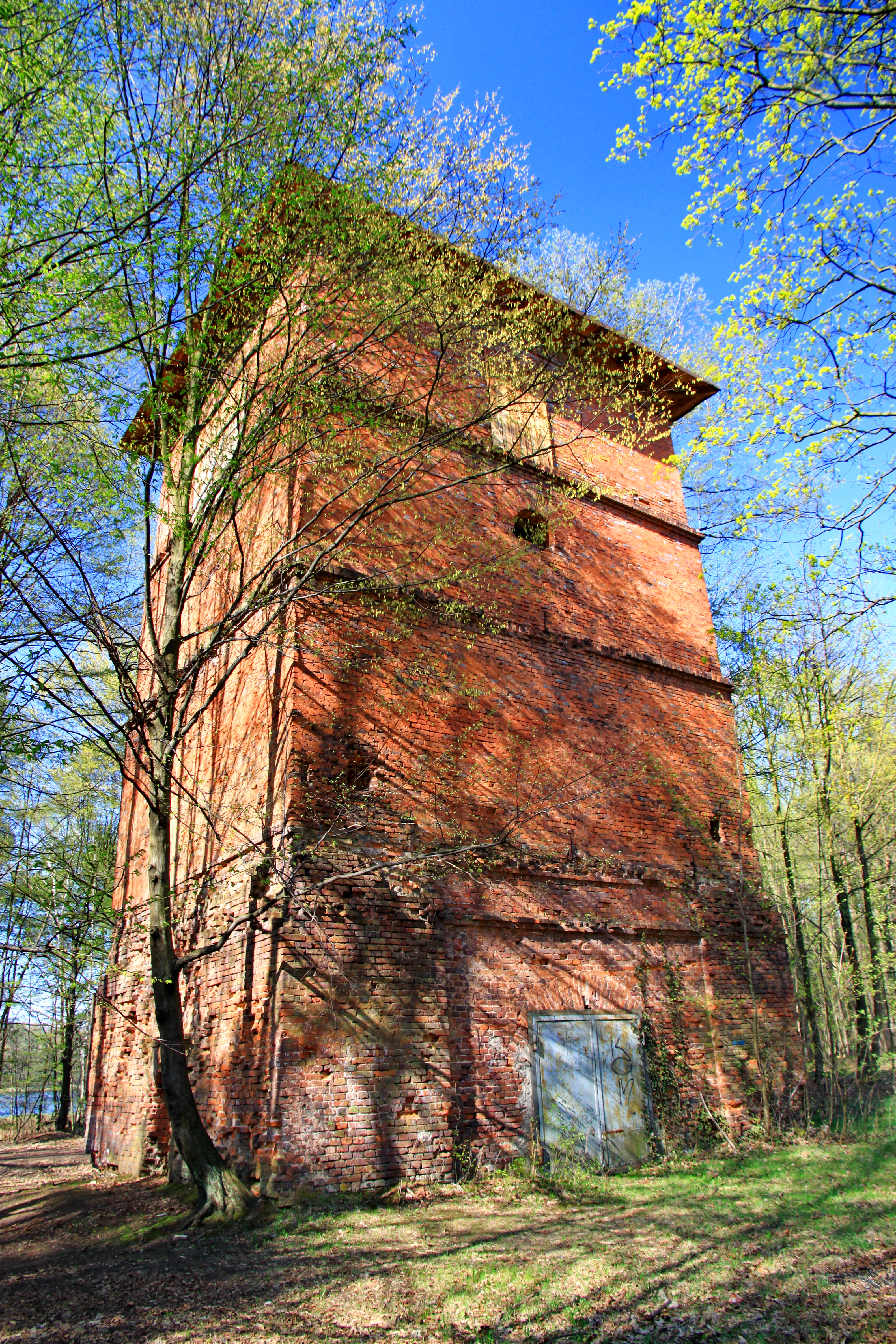
Gicht-Turm
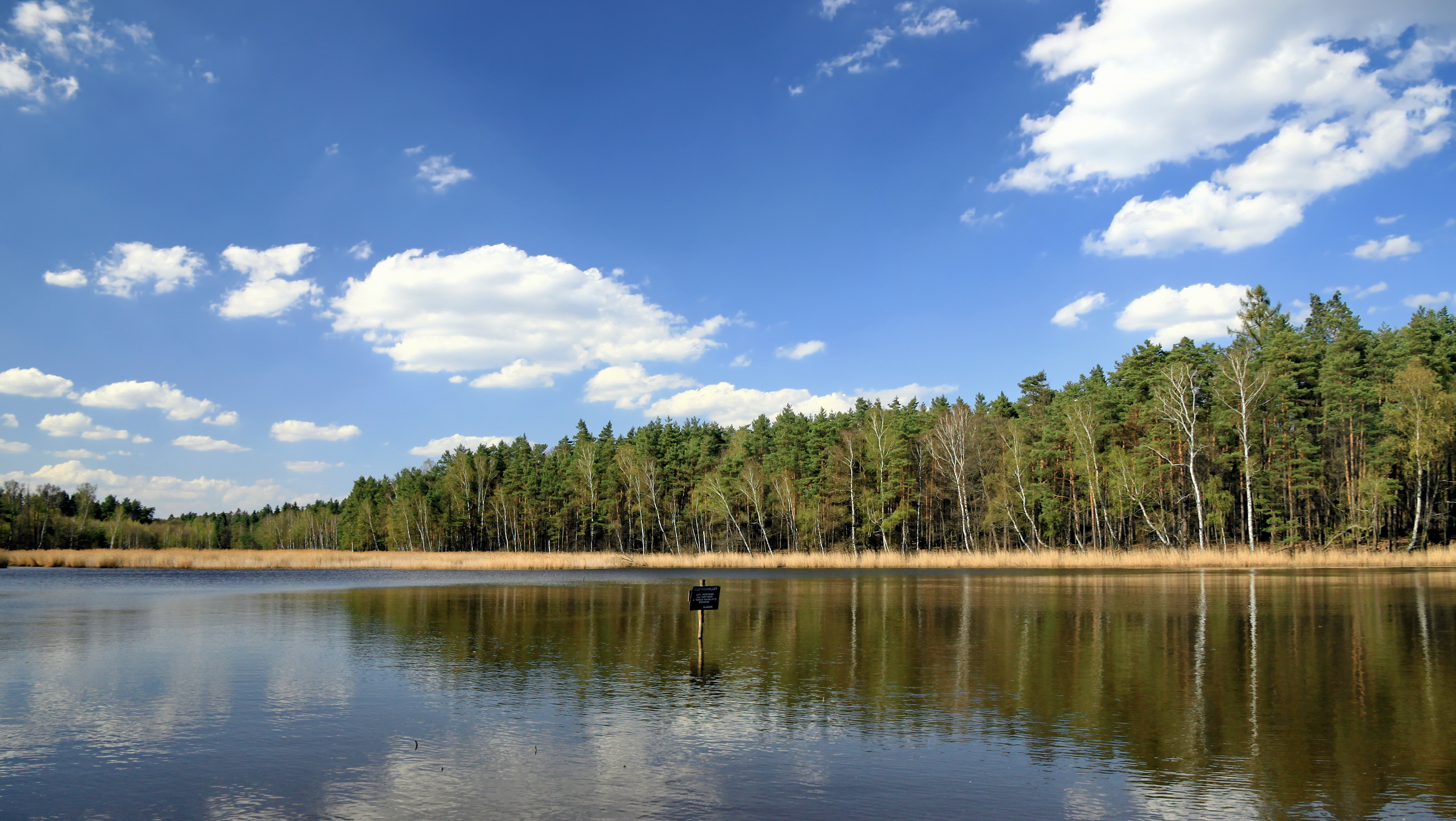
Der Weiher Węglornik